# George de Bothezat
George de Bothezat (în română: Gheorghe Botezatu, în rusă Георгий Александрович Ботезат, n. 7/19 iunie 1882, Sankt Petersburg, Imperiul Rus – d. 1 februarie 1940, Boston, Massachusetts, SUA) a fost un inginer și om de afaceri american, de origine dintr-o familie nobilă basarabeană, cunoscut ca inventator al unui model de elicopter.

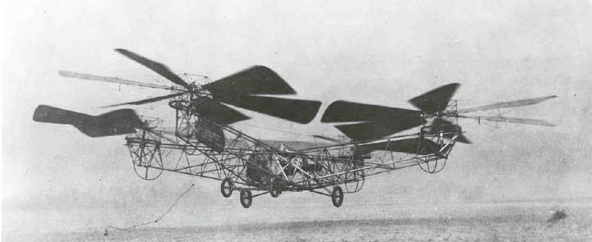
Elicopterul cu patru elice inventat de Bothezat

Este cunoscut și pentru contribuțiile sale de pionierat din domeniul elicopterelor. Gheorghe Botezatu a realizat în studiile pe care le-a făcut privind traseele Pământ - Lună - Pământ, o mulțime de variante a traiectoriilor posibile de urmat. Cu mult mai târziu, aceste calcule au fost luate în considerare cu ocazia Programului Apollo, de cercetare a spațiului cosmic.

## Biografie
Gheorghe Botezatu s-a născut în Gubernia Basarabia, la 7 iunie 1882. A urmat cursurile liceale din Chișinău, după care s-a înscris la Facultatea de Științe Naturale din cadrul Universității Alexandru Ioan Cuza din Iași. În perioada 1902-1908 este student la Institutul Politehnic din Harkov devenind inginer. În paralel, în perioada 1905-1907 a studiat la Institutul Electrotehnic Montefiore din Liège. Urmează în perioada 1908-1909 studii postuniversitare la Universitatea Göttingen și Universitatea Humboldt din Berlin. A plecat, în anul 1910, la Paris unde-și ia doctoratul la Sorbona în 1911 cu teza „Étude de la stabilité de l’aéroplane”. Este recunoscut ca fiind primul om care a făcut un astfel de studiu în domeniul aviației.
În perioada 1911-1916 ține cursuri de mecanică teoretică, aerodinamică la Colegiul Militar de Aviație și la Facultatea de Construcții Navale din cadrul Institutului Politehnic Petrograd. Proiectează și construiește în 1917 un avion cu stabilitate absolută pe care îl testează în zbor. Sistemul Botezatu avea în compunere un sistem giroscopic de control reprezentând prima formă de pilot automat din aviație. În perioada 1917-1918 este director al laboratoarelor de aerodinamică din Odesa, consultant științific la Ministerul de Război și la Ministerul Educației din Rusia. 
După ce primește invitația de a lucra în SUA, în mai 1918 părăsește Petrogradul bolșevizat și, cu ajutorul personalului diplomatic american, ajunge la Murmansk de unde părăsește ilegal Rusia. Devine director al Laboratorului de Aerodinamică și profesor la Universitatea din Dayton, Ohio. Lucrează ca expert în aerodinamică la Comitetul Național Consultativ pentru Aeronautică (NACA) din Washinghton. În 1921 a semnat un contract cu armata SUA prin care a primit un salariu anual de 10.000 dolari și 200.000 dolari pentru construcția unui elicopter experimental. În 1922 elicopterul este construit în secret la Centrul de Aviație de la Dayton cu toate că piloții de încercare au zburat cu elicopterul pe deasupra hangarului unde se făceau cercetările.
„Caracatița zburătoare”, unul dintre cele mai mari exemplare ale timpului, avea o greutate totală de 1650 kg. Suprafața portantă era de 90 mp asigurată de patru elice cu un diametru de 7,62 metri montate pe un șasiu cruciform din aluminiu. Fiecare elice avea șase pale cu incidență variabilă. Ele erau acționate de un motor Gnome et Rhône T de 170 CP prin intermediul unor reductoare.
Elicopterul a zburat de mai multe ori la altitudine mică și pe distanțe scurte. Prima dată a zburat în 18 decembrie 1922 când s-a menținut în aer la o înălțime de 1,8 metri timp de un minut și 42 secunde. Următorul zbor a fost în 19 ianuarie 1923 când a avut la bord două persoane și s-a ridicat până la înălțimea de 1,22 metri. La 23 februarie 1923 elicopterul s-a menținut în aer la înălțimea de 4,5 metri timp de 2 minute și 45 secunde. Din cauza costurilor mari, zborurile experimentale au fost sistate.
Muzeul Național al Aerului și al Spațiului din Washington expune și astăzi părți din elicopterul său.

## Publicații
Gheorghe Botezatu a publicat:
- „Teoria elicei”, menționată în lucrarea unui profesor universitar din Marea Britanie, în 1920;
- „Înapoi la Newton: O provocare pentru teoria relativistă a lui Einstein” - o critică asupra celor trei mari probleme: infinitul, timpul absolut și mișcarea absolută, incluzând totodată dovada riguroasă a erorii teoriei relativității a lui Einstein, New York, în 1936;
- „Methode pour l’etude experimentale de l’effet de l’amortissement des ampennages horizontaux et des surfaces sustentatrices”, în „Revue de mecanique”, Paris, 1911;
- „Theorie generale des regimes de l’aeroplane”, în „Revue de mecanique”, Paris, 1913;
- „Teoria rotoarelor cu palete radiale plane”, în limba rusă, Petrograd, 1917;
- „The Theory of Aorscrew”, în „Aviation & Aeronautical Engineering”, New York, 1918;
- „The General Theory of Blades Screw”, în „NACA Reports”, Washington D.C., 1918;
- „La notion de trainee induite”, în „L’aeronautique”, Paris, 1920;
- „The Operative Algebra and Configurational Calculus”, New York, 1928 - 1930;
- "Etude de la stabilite de l'aeroplane", teza de doctorat prezentata la Facultatea de Stiinte a Universitatii din Paris, 1911;